# Corcovetella aemulatrix
Corcovetella aemulatrix is een spinnensoort in de taxonomische indeling van de springspinnen (Salticidae).
Het dier behoort tot het geslacht Corcovetella. De wetenschappelijke naam van de soort werd voor het eerst geldig gepubliceerd in 1975 door María Elena Galiano.